# 耀德郡
耀德郡（：／ Yodŏk gun */?）位於朝鮮咸鏡南道西南部，是1952年朝鮮大規模行政區劃改編時新設的郡之一。有狼林山脈延經，包括泗水山（1747米）和白山（1724米）。其向東為東朝鮮灣。
該郡的耀德集中營是北韓著名強制收容所之一，關押的政治犯為數15至20萬人。其中不乏人權侵犯事例。